# 沈浩 (小岗村书记)
沈浩（1964年5月—2009年11月6日），男，安徽萧县人，中华人民共和国村官，中国共产党党员，曾任小岗村党委第一书记。

## 生平
1986年，毕业于铜陵财经学院（现铜陵学院）会计专业，同年加入中国共产党。毕业后分配至安徽省财政厅综合处工作，历任安徽省财政厅副主任科员、主任科员、副调研员。2004年2月，被选派至小岗村担任党支部书记。2009年11月6日去世，终年46岁。
沈浩逝世后，时任中共中央总书记胡锦涛作出重要批示：“沉痛悼念沈浩同志。请转达对沈浩同志亲属和小岗村村民的亲切慰问。”，时任安徽省委书记王金山、省长王三运亲自慰问其家属。
2009年11月20日，沈浩被中共安徽省委追授“优秀共产党员、模范基层干部”称号。
2010年1月3日至9日，中央媒体连续7天报道和宣传沈浩同志先进事迹。
2010年1月13日，沈浩先进事迹报告会在人民大会堂举行。报告会前，时任中共中央政治局常委、中央书记处书记、国家副主席习近平会见了沈浩同志亲属，并向沈浩同志亲属颁发全国“优秀共产党员”证书和“人民满意的公务员”证书。

## 相关影视作品

### 电视剧
- 《永远的忠诚》（2011年）